# Phillip Dorsett
Phillip Dorsett (* 5. Januar 1993 in Fort Lauderdale, Florida) ist ein US-amerikanischer American-Football-Spieler der Las Vegas Raiders auf der Position des Wide Receivers in der National Football League (NFL). Im NFL Draft 2015 wurde er in der ersten Runde von den Indianapolis Colts ausgewählt und spielte zuvor für die New England Patriots, die Seattle Seahawks, die Jacksonville Jaguars, die Houston Texans und die Denver Broncos. Zuletzt stand Dorsett bei den Atlanta Falcons unter Vertrag.

## Frühe Jahre
Dorsett besuchte die St. Thomas Aquinas High School in Fort Lauderdale, Florida, seinem Geburtsort. Er spielte bereits an der Highschool für das Footballteam der Schule, galt als explosiver und schneller Spieler und fand sich im Wide-Receiver-Ranking seiner Altersklasse aller Highschools an 45. Stelle.

## College
Durch seine guten Sportleistungen im Football an der Highschool hatte Dorsett nach seinem Schulabschluss Anfragen von der University of Miami, der University of Florida, der Ohio State University, der University of North Carolina und der University of Georgia, die allesamt renommierte Colleges im Bereich College Football sind. Dorsett entschied sich für die University of Miami und spielte dort Football von 2011 bis 2014 für die Miami Hurricanes in der Atlantic Coast Conference.
In seinen vier Jahren am College in Miami schaffte Dorsett 2.132 Yards und 17 Touchdowns bei 121 gefangenen Bällen.

## NFL

### Indianapolis Colts
Dorsett wurde im NFL Draft 2015 bereits in der 1. Runde an insgesamt 29. Stelle von den Indianapolis Colts ausgewählt. Die Colts hatten mit dem frühen Pick große Erwartungen an den schnellen und vielseitig einsetzbaren Wide Receiver.
Die hohen Erwartungen der Colts aus dem Draft konnte Dorsett nie wirklich erfüllen, weder in seiner Rookie-Saison noch 2016 in seiner zweiten NFL-Saison mit den Colts. Er konnte im Team sein Talent viel zu selten zeigen und wurde so unmittelbar vor der Saison 2017 im Austausch mit Quarterback Jacoby Brissett zu den New England Patriots transferiert.

### New England Patriots
Bei den New England Patriots kam Dorsett in seinem ersten Jahr im Zuge seiner Explosivität und Schnelligkeit für Quarterback Tom Brady vor allem als Anspielstation bei tiefen Bällen zum Einsatz. Er wurde nur zweimal als Startspieler eingesetzt, war aber in der gesamten Regular Season und in den Play-offs, die er mit den Patriots in diesem Jahr erreichen konnte, Bestandteil des offensiven Spielplans.
Er wurde 2017 mit den Patriots AFC Champion und zog so mit dem Team in den Super Bowl LII ein. 2019 gewann er den Super Bowl LIII.

### Seattle Seahawks
Nach Auslauf seines Vertrags bei den New England Patriots unterschrieb Dorsett nach der NFL-Saison 2019 einen Ein-Jahres-Vertrag bei den Seattle Seahawks.

### Jacksonville Jaguars
Nachdem er die Vorsaison wegen einer Fußverletzung verpasst hatte, schloss sich Dorsett im März 2021 den Jacksonville Jaguars an. Am 31. August 2021 entließen die Jaguars Dorsett im Rahmen der Kaderverkleinerung auf 53 Spieler und nahmen ihn tags darauf in ihren Practice Squad auf. Er wurde für den dritten Spieltag in den aktiven Kader berufen, fing dabei aber keinen Pass. Am 27. September 2021 wurde er von den Jaguars entlassen.

### Rückkehr zu den Seattle Seahawks
Nach seiner Entlassung in Jacksonville schloss Dorsett sich dem Practice Squad der Seattle Seahawks an. Er wurde zweimal für den aktiven Kader nominiert und am 30. November 2021 entlassen.

### Houston Texans
Am 4. Dezember 2021 nahmen die Houston Texans Dorsett in ihren Practice Squad auf. Wenig später wurde er in den aktiven Kader aufgenommen und sein Vertrag für die Saison 2022 verlängert.

### Las Vegas Raiders
Am 16. März 2023 schloss Dorsett sich den Las Vegas Raiders an. Im Rahmen der Kaderverkleinerung auf 53 Spieler wurde er Ende August vor Saisonbeginn entlassen.

### Denver Broncos
Am 31. August 2023 nahmen die Denver Broncos Dorsett für ihren Practice Squad unter Vertrag. Er kam in zwei Spielen zum Einsatz. Im Mai 2024 wurde Dorsett von den Broncos vorübergehend entlassen, aber wenige Tage später erneut verpflichtet. Am 26. August 2024 wurde er im Rahmen der Kaderverkleinerung auf 53 Spieler erneut entlassen.

### Atlanta Falcons und Rückkehr zu den Raiders
Nachdem der frühere Erstrunden-Pick bereits im September mit den Atlanta Falcons trainiert hatte, ohne einen Vertrag zu erhalten, verpflichteten die Falcons ihn am 22. Oktober 2024 schließlich doch für ihren Practice Squad. Zum Einsatz kam er in der Saison 2024 jedoch nicht.
Am 22. Juli 2025 nahmen ihn die Las Vegas Raiders erneut unter Vertrag.

### NFL-Statistiken
| 2015                               | Indianapolis Colts   | 11                            | 0                             | 18                            | 225                           | 12,5                          | 35                            | 1                             | 2                             | 1                             |                               |
| 2016                               | Indianapolis Colts   | 16                            | 6                             | 33                            | 528                           | 16,0                          | 64                            | 2                             | 1                             | 0                             |                               |
| 2017                               | New England Patriots | 16                            | 6                             | 12                            | 194                           | 16,2                          | 39                            | 0                             | 0                             | 0                             |                               |
| 2018                               | New England Patriots | 15                            | 4                             | 32                            | 290                           | 09,1                          | 20                            | 3                             | 0                             | 0                             |                               |
| 2019                               | New England Patriots | 16                            | 7                             | 29                            | 397                           | 13,7                          | 58T                           | 5                             | 0                             | 0                             |                               |
| 2020                               | Seattle Seahawks     | kein Einsatz wegen Verletzung | kein Einsatz wegen Verletzung | kein Einsatz wegen Verletzung | kein Einsatz wegen Verletzung | kein Einsatz wegen Verletzung | kein Einsatz wegen Verletzung | kein Einsatz wegen Verletzung | kein Einsatz wegen Verletzung | kein Einsatz wegen Verletzung | kein Einsatz wegen Verletzung |
| 2021                               | Jacksonville Jaguars | 1                             | 0                             | 0                             | 0                             | 0,0                           | 0                             | 0                             | 0                             | 0                             |                               |
| 2021                               | Seattle Seahawks     | 2                             | 0                             | 1                             | 3                             | 3,0                           | 3                             | 0                             | 0                             | 0                             |                               |
| 2021                               | Houston Texans       | 3                             | 0                             | 6                             | 107                           | 17,8                          | 36                            | 0                             | 0                             | 0                             |                               |
| 2022                               | Houston Texans       | 15                            | 4                             | 20                            | 257                           | 12,9                          | 34                            | 1                             | 0                             | 0                             |                               |
| 2023                               | Denver Broncos       | 2                             | 1                             | 0                             | 0                             | 0                             | 0                             | 0                             | 0                             | 0                             |                               |
| 2024                               | Atlanta Falcons      | ohne Einsatz                  | ohne Einsatz                  | ohne Einsatz                  | ohne Einsatz                  | ohne Einsatz                  | ohne Einsatz                  | ohne Einsatz                  | ohne Einsatz                  | ohne Einsatz                  | ohne Einsatz                  |
| Total                              | Total                | 94                            | 20                            | 151                           | 2001                          | 13,3                          | 34                            | 12                            | 3                             | 1                             |                               |
| Quelle: pro-football-reference.com |                      |                               |                               |                               |                               |                               |                               |                               |                               |                               |                               |